# Octochaetus michaelseni
Octochaetus michaelseni är en ringmaskart som beskrevs av Benham 1904. Octochaetus michaelseni ingår i släktet Octochaetus och familjen Acanthodrilidae. Inga underarter finns listade i Catalogue of Life.